# Représentations diplomatiques du Cambodge

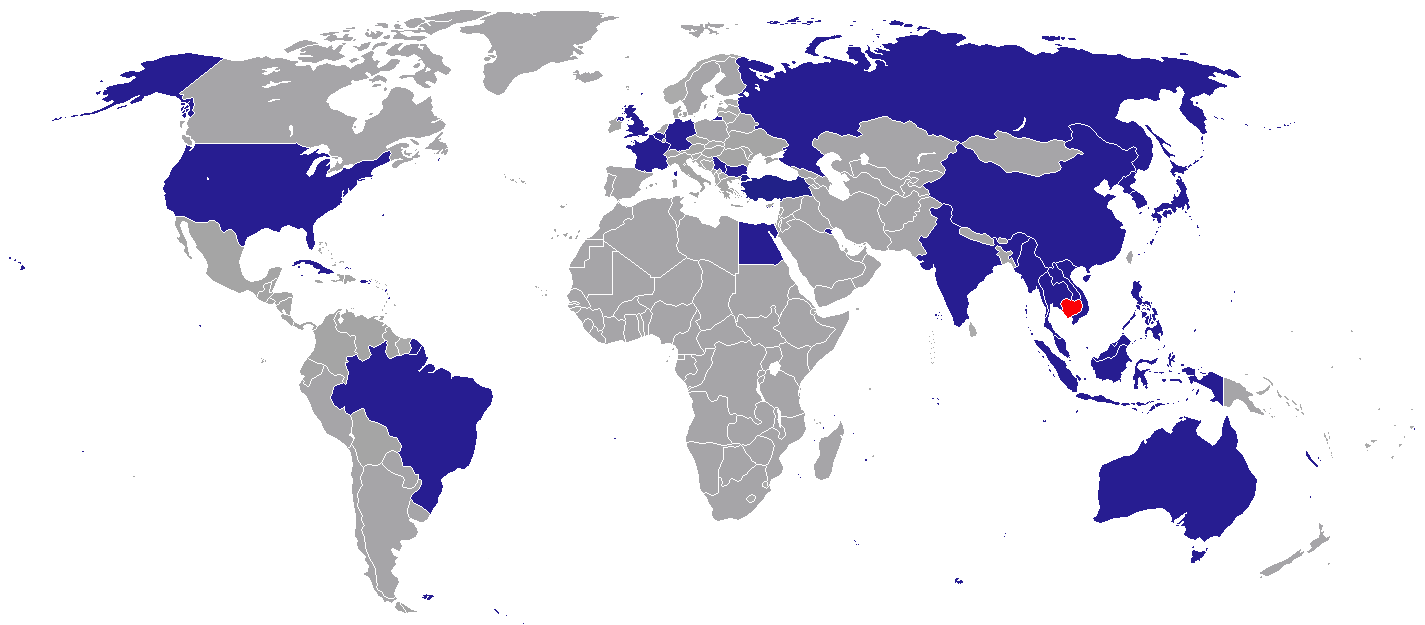
Représentations diplomatiques du Cambodge.

Ceci est une liste des représentations diplomatiques du Cambodge. 

## Afrique
- Égypte
  - Le Caire (ambassade)

## Amérique
- Brésil
  - Brasilia (ambassade)
- Cuba
  - La Havane (ambassade)
- États-Unis
  - Washington (ambassade)

## Asie
- Birmanie
  - Rangoun (ambassade)
- Brunei
  - Bandar Seri Begawan (ambassade)
- Chine
  - Pékin (ambassade)
  - Chongqing (consulat général)
  - Canton (consulat général)
  - Haikou (consulat général)
  - Hong Kong (consulat général)
  - Kunming (consulat général)
  - Nanning (consulat général)
  - Shanghai (consulat général)
  - Xi'an (consulat général)
- Corée du Nord
  - Pyongyang (ambassade)
- Corée du Sud
  - Séoul (ambassade)
- Inde
  - New Delhi (ambassade)
- Indonésie
  - Jakarta (ambassade)
- Japon
  - Tokyo (ambassade)
- Koweït
  - Koweït (ambassade)
- Laos
  - Vientiane (ambassade)
  - Paksé (consulat général)
- Malaisie
  - Kuala Lumpur (ambassade)
- Philippines
  - Manille (ambassade)
- Singapour
  - Singapour (ambassade)
- Thaïlande
  - Bangkok (ambassade)
  - Sa Kaeo (consulat général)
- Timor oriental
  - Dili (ambassade)
- Viêt Nam
  - Hanoï (ambassade)
  - Hô-Chi-Minh-Ville (consulat général)

## Europe
- Allemagne
  - Berlin (ambassade)
- Belgique
  - Bruxelles (ambassade)
- Bulgarie
  - Sofia (ambassade)
- France
  - Paris (ambassade)
- Royaume-Uni
  - Londres (ambassade)
- Russie
  - Moscou (ambassade)
- Serbie
  - Belgrade (ambassade)

## Océanie
- Australie
  - Canberra (ambassade)

## Organisations internationales
- ASEAN (Association des Nations de l'Asie du Sud-Est)
  - Jakarta (mission permanente)
- Union européenne
  - Bruxelles (mission)
- UNESCO
  - Paris (délégation)
- ONU
  - Genève (mission permanente)
  - New York (mission permanente)

## Galerie

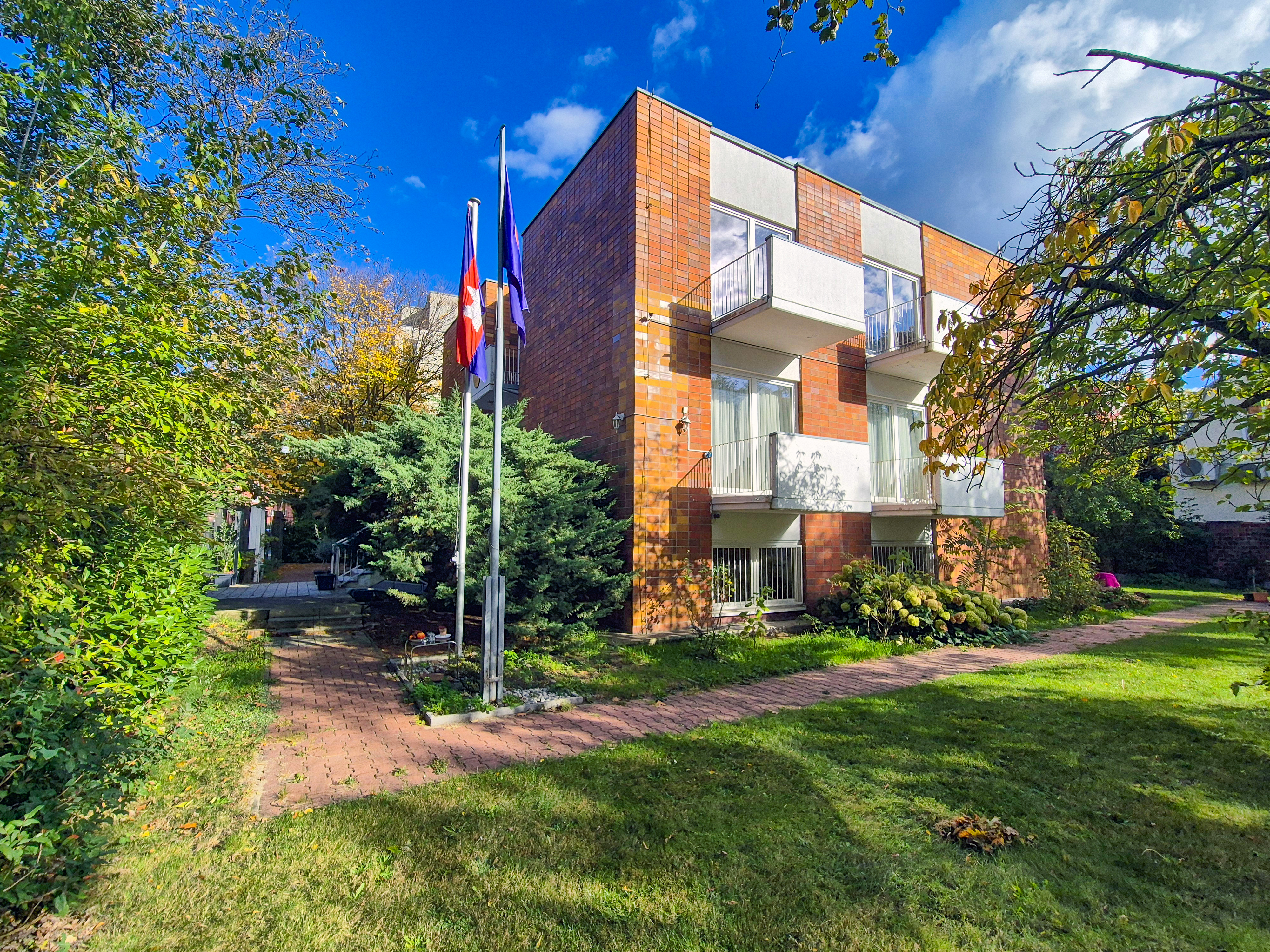
Ambassade à Berlin.
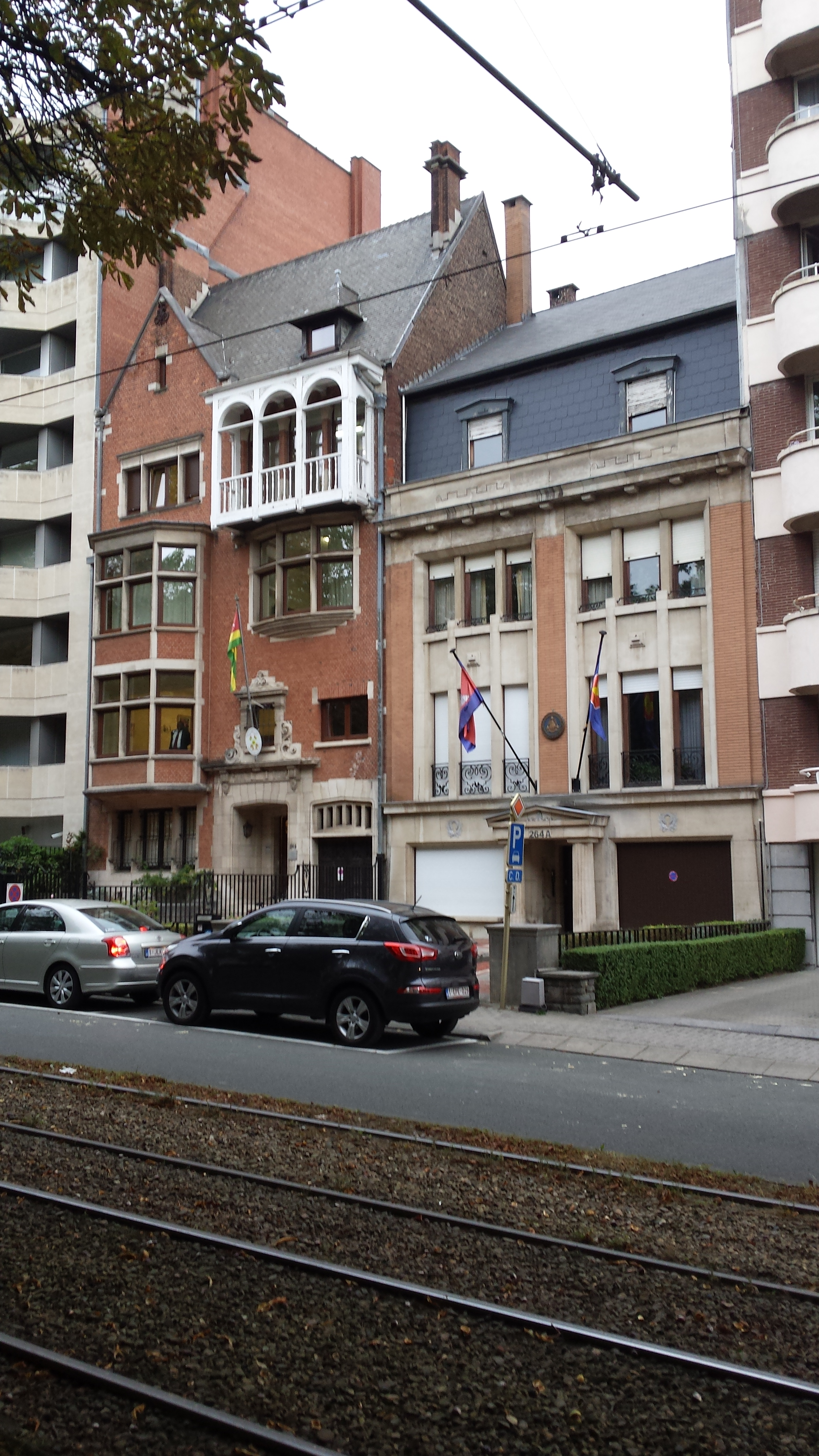
Ambassade à Bruxelles.
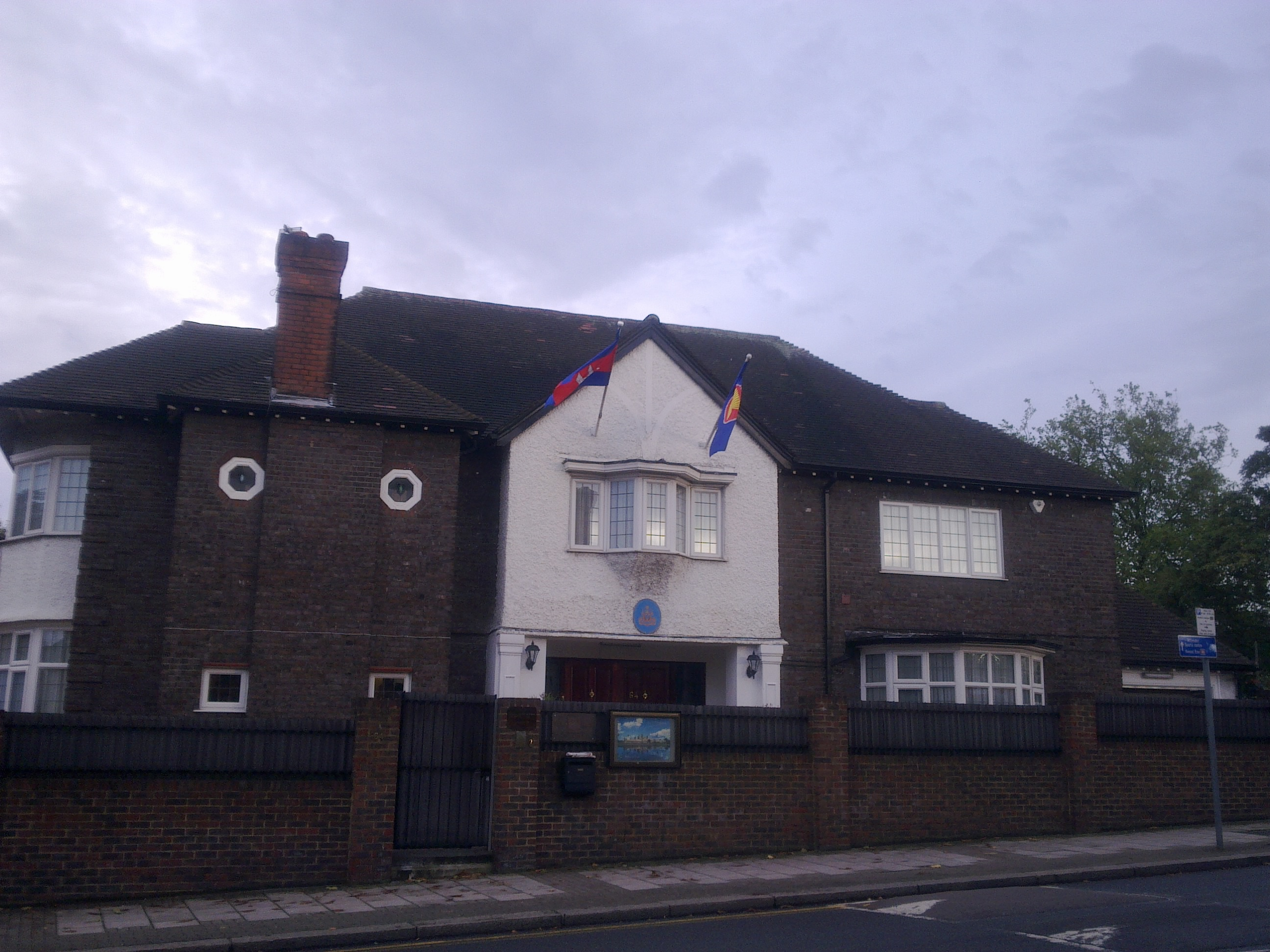
Ambassade à Londres.
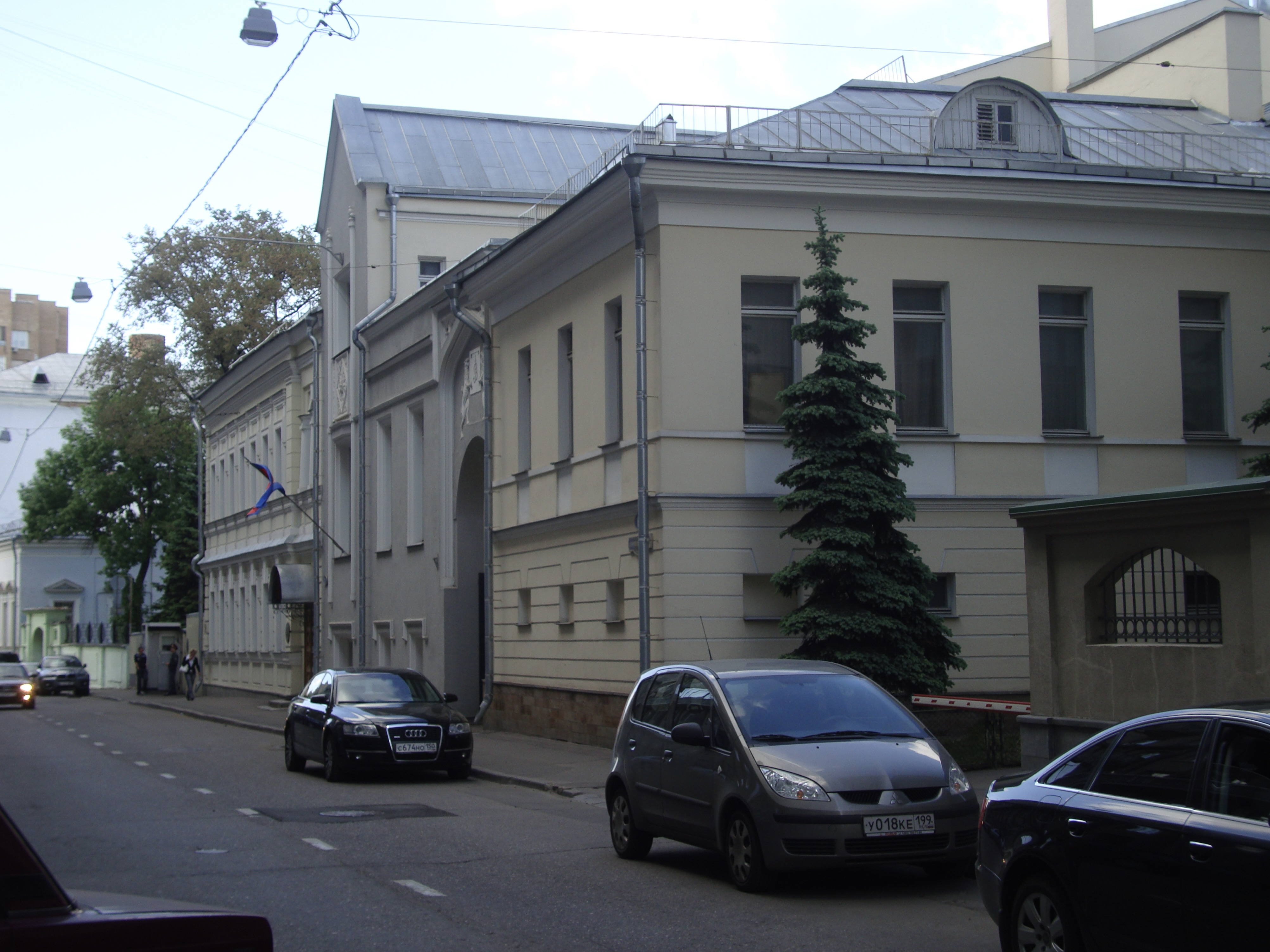
Ambassade à Moscou.
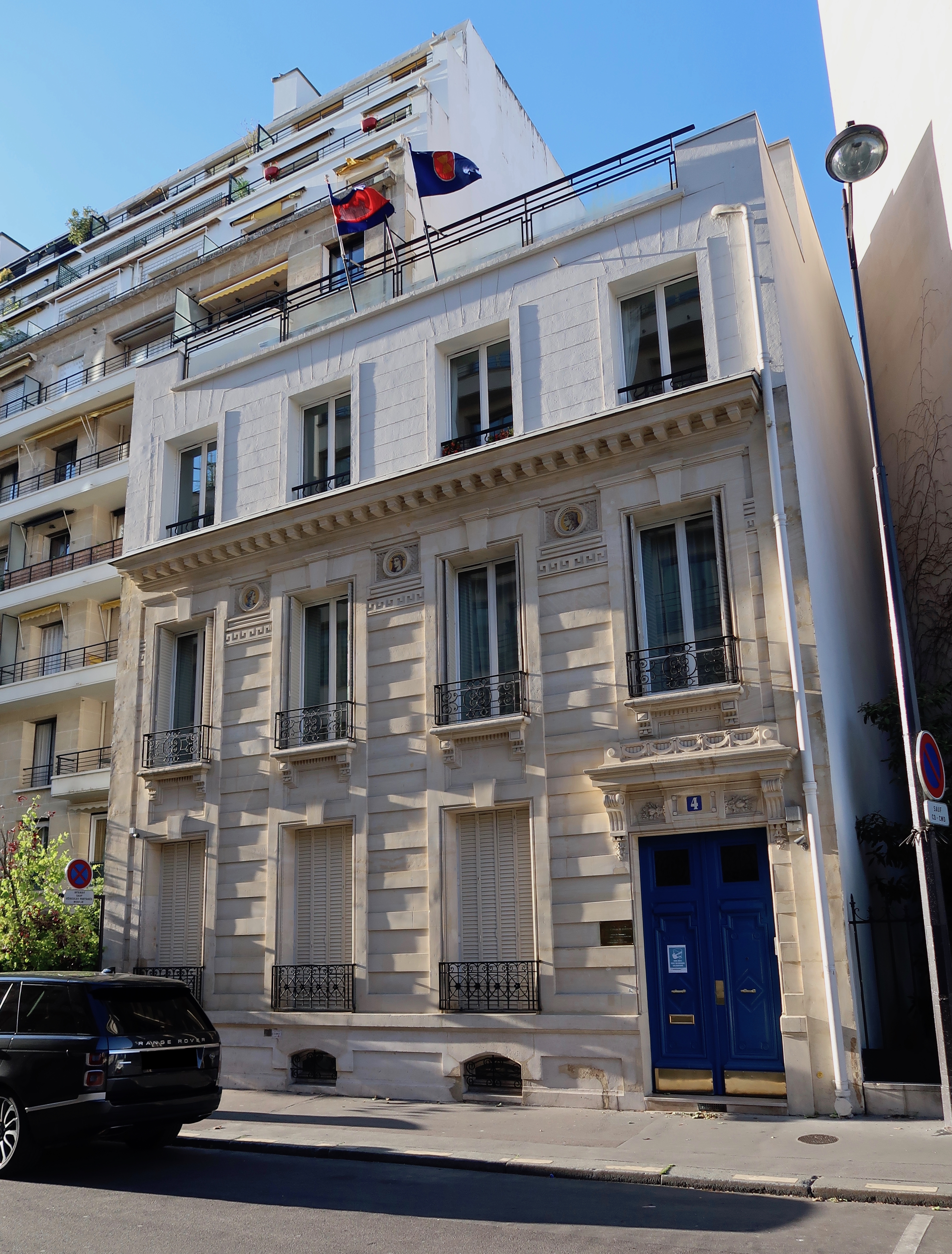
Ambassade à Paris.
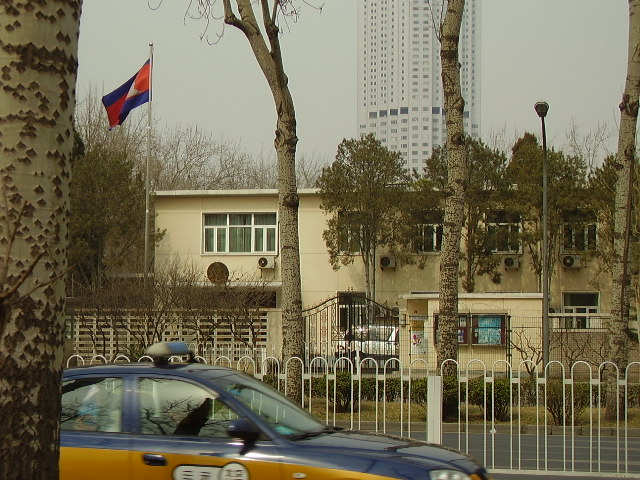
Ambassade à Pékin.
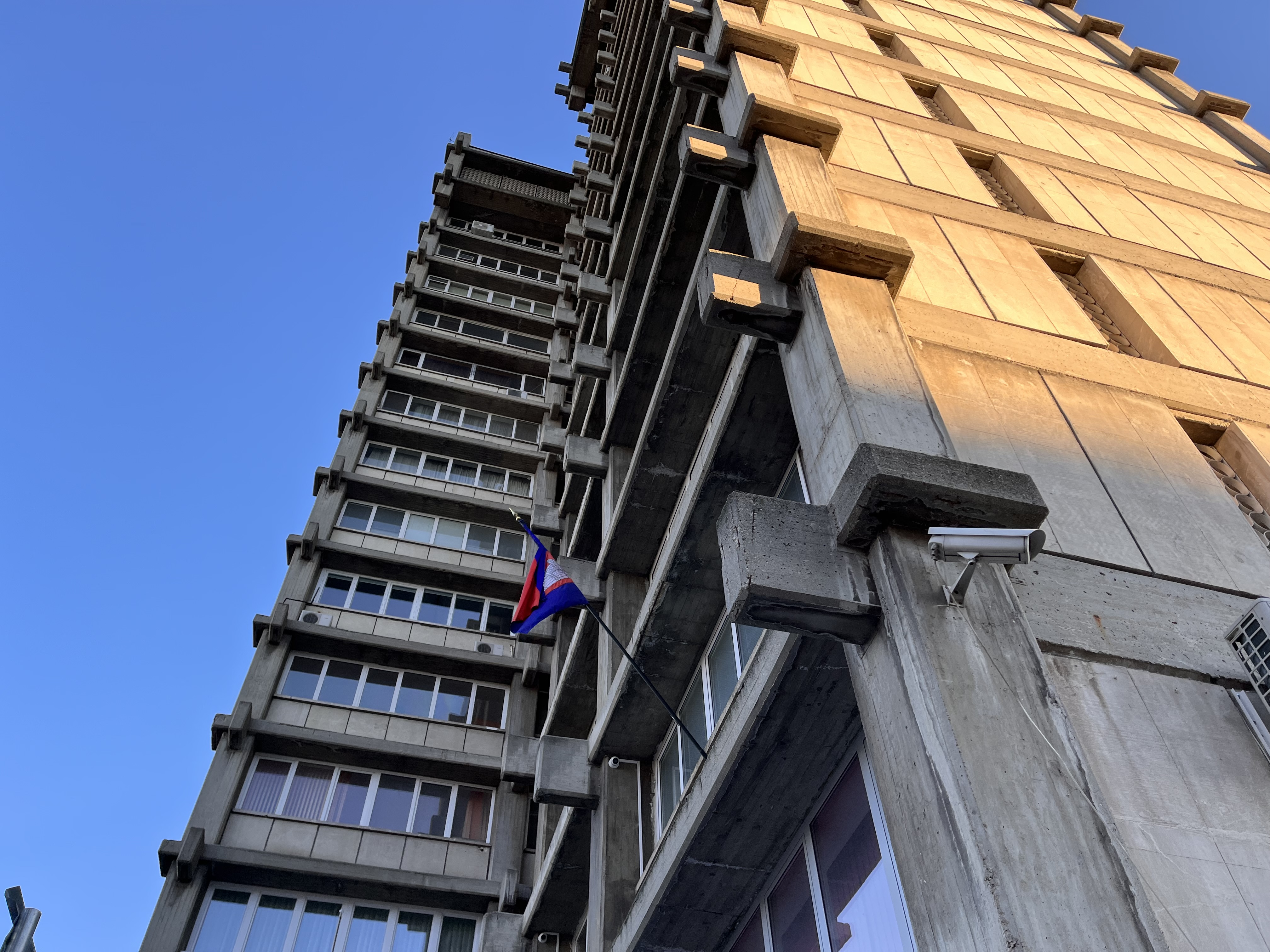
Ambassade à Sofia.
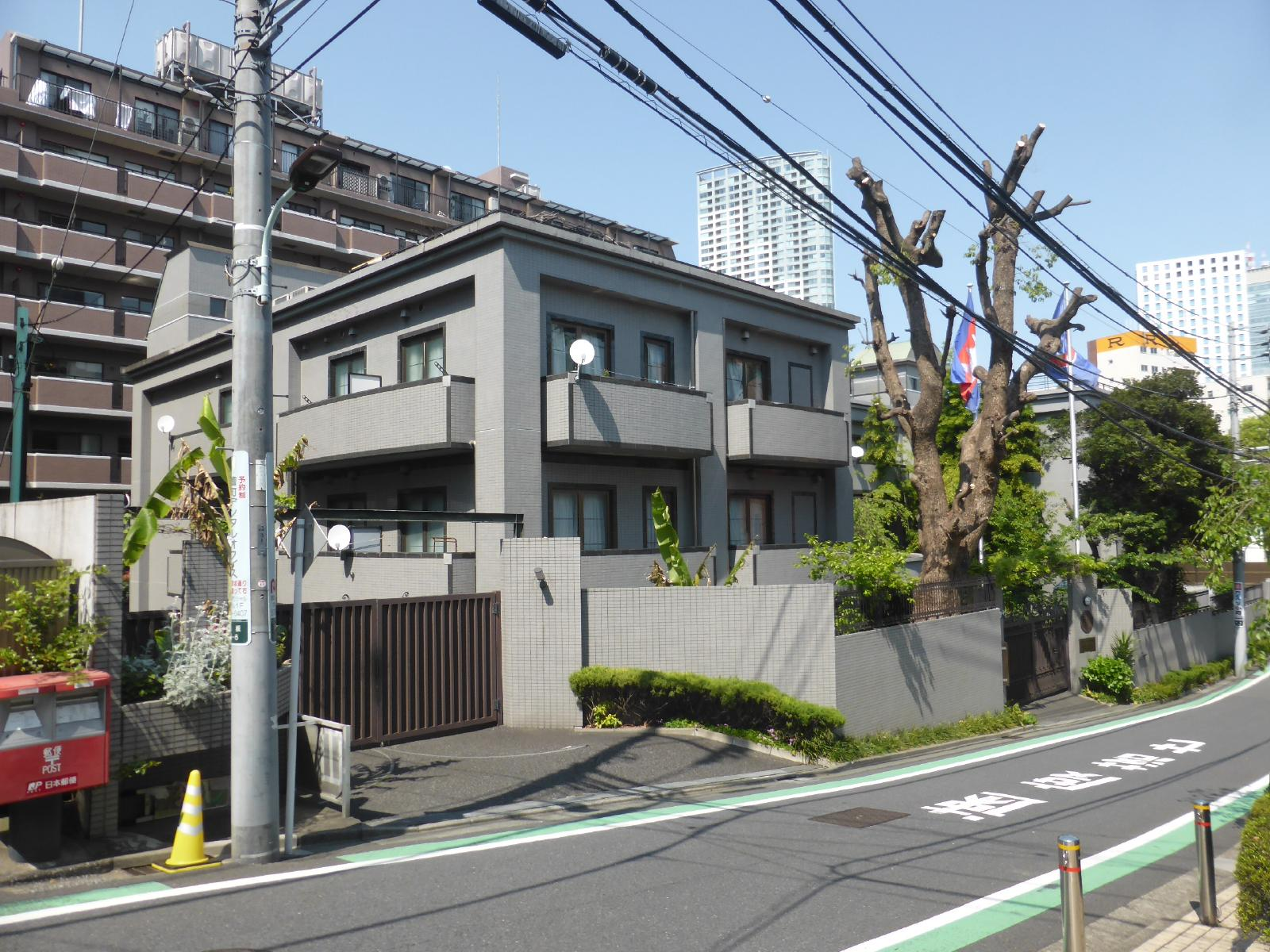
Ambassade à Tokyo.
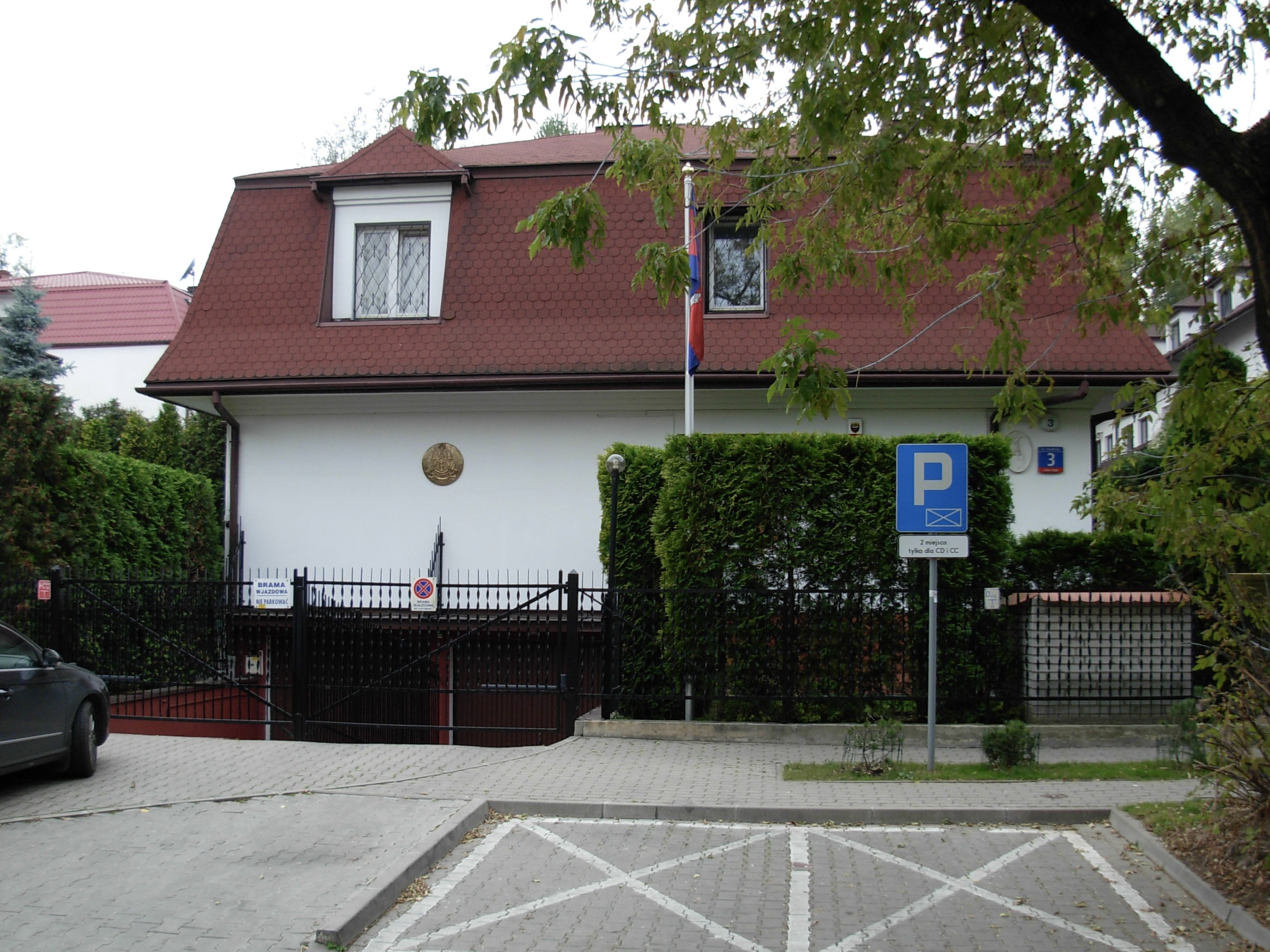
Ambassade à Varsovie.
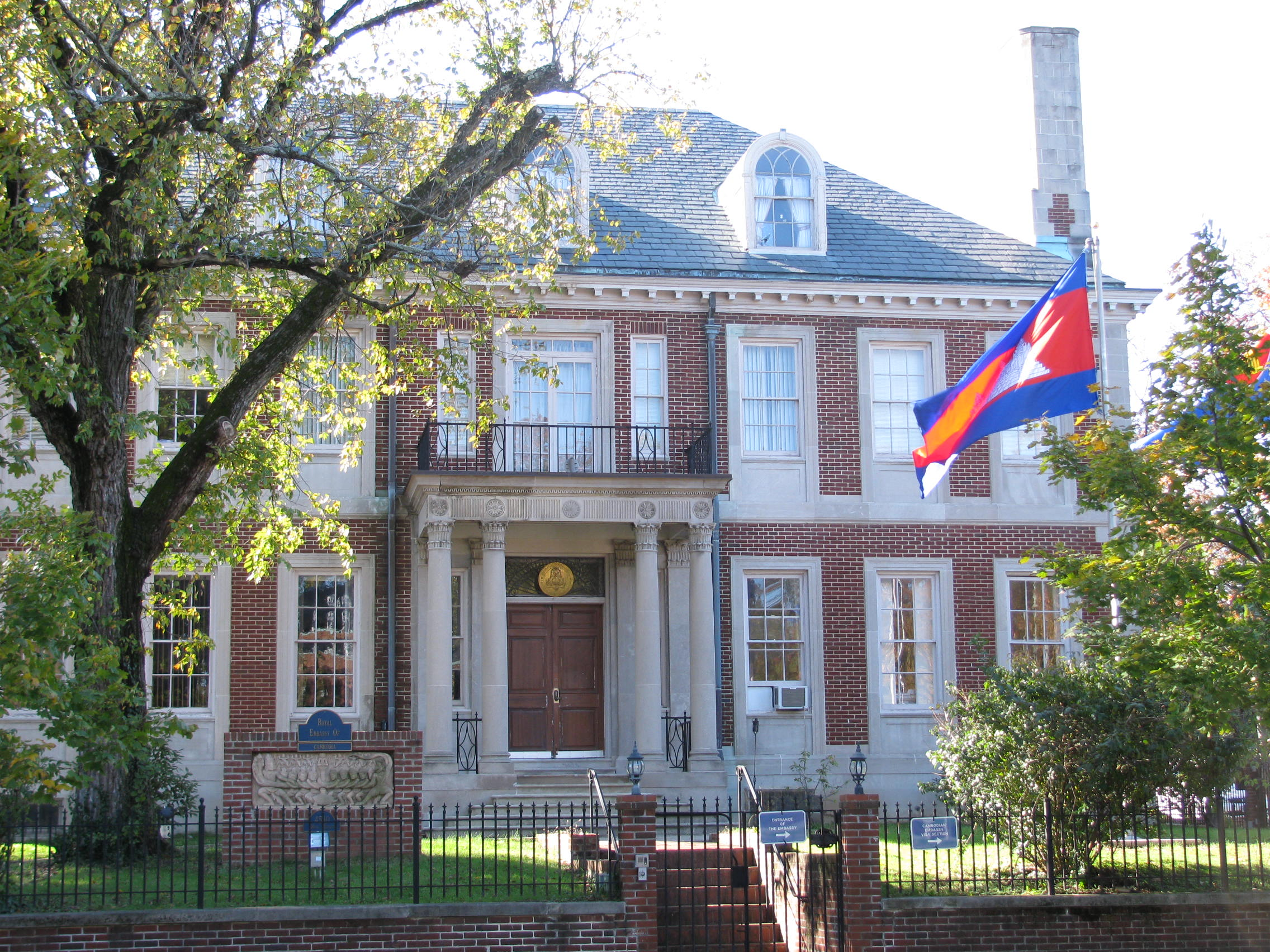
Ambassade à Washington.